# Ruggero De Daninos
Ruggero Alfredo Amedeo De Daninos (Milano, 9 settembre 1931 – Milano, 6 giugno 2000) è stato un attore italiano.

## Biografia
Marito dell'attrice Laura Rizzoli, lavorò spesso con lei come attore di prosa radiofonica. Debuttò come attore cinematografico in Don Camillo monsignore... ma non troppo, nel 1961, diretto da Carmine Gallone. La sua carriera si svolse principalmente nelle miniserie televisive. Morì a Milano, al policlinico dov'era stato ricoverato, per le conseguenze di una caduta dovuta all'investimento da parte di un tram. Le sue ceneri sono state tumulate nella tomba familiare, al cimitero monumentale di Milano.

## Filmografia

### Cinema
- Don Camillo monsignore... ma non troppo, regia di Carmine Gallone (1961)
- Rose rosse per il führer, regia di Fernando Di Leo (1968)
- Daniele e Maria, regia di Ennio De Concini (1973)
- Giordano Bruno, regia di Giuliano Montaldo (1973)
- Goodbye & Amen, regia di Damiano Damiani (1977)

### Televisione
- Vivere insieme – serie TV, episodio 1x49 (1967)
- Il caso Chessman, regia di Giuseppe Fina – film TV (1968)
- Jekyll, regia di Giorgio Albertazzi – miniserie TV, episodio 1x02 (1969)
- Giocando a golf una mattina, regia di Daniele D'Anza – miniserie TV, episodi 1x01-1x03-1x06 (1969)
- Nero Wolfe – serie TV, episodio 1x07 (1970)
- Il viaggio di Astolfo, regia di Vito Molinari – film TV (1972)
- Puccini, regia di Sandro Bolchi – miniserie TV, episodi 1x01-1x03 (1973)
- Gendarmi si nasce, regia di Carlo Lodovici – film TV (1973)
- Napoleone a Sant'Elena, regia di Vittorio Cottafavi – miniserie TV, episodi 1x01-1x02 (1973)
- Boezio e il suo re, regia di Piero Schivazappa – film TV (1974)
- Processo al generale Baratieri per la sconfitta di Adua – miniserie TV, episodi 1x01-1x02 (1974)
- Il consigliere imperiale – miniserie TV, episodi 1x01-1x02 (1974)
- Manon – miniserie TV, episodio 1x03 (1976)
- Chiunque tu sia, regia di Mario Foglietti – miniserie TV, episodi 1x01-1x03 (1977)
- Il povero soldato – miniserie TV, episodi 1x01-1x02 (1978)
- Tre racconti di Primo Levi – miniserie TV, episodio 1x03 (1978)
- Accadde ad Ankara, regia di Mario Landi – miniserie TV, episodi 1x01-1x02 (1979)
- Morte a passo di valzer, regia di Giovanni Fago – miniserie TV, episodio 1x02 (1979)
- Ricatto internazionale – miniserie TV, episodi 1x01-1x03 (1980)
- Melodramma – miniserie TV, 4 episodi (1984)
- Don Tonino – serie TV, episodio 2x06 (1990)
- Il ritorno di Arsenio Lupin (Le Retour d'Arsène Lupin) – serie TV, episodio 2x04 (1995)

## Prosa televisiva
- Il signor Vernet di Jules Renard, regia di Enzo Ferrieri, trasmessa il 18 giugno 1954.
- Il gatto e le tigri di Dino De Palma, regia di Alberto Gagliardelli, trasmessa il 8 luglio 1958.
- Passo falso di Philip Levene, regia di Vittorio Cottafavi, trasmessa il 10 marzo 1959.
- Il poverello di Jacques Copeau, regia di Claudio Fino, trasmessa il 28 marzo 1959.
- Candida di George Bernard Shaw, regia di Edmo Fenoglio, trasmessa il 7 aprile 1961.
- Il Conte di Lussemburgo di A. M. Willner e Robert Bodanzky, regia di Vito Molinari, trasmessa nel 1962.
- Lo scapolo, regia di Flaminio Bollini, trasmesso il 18 novembre 1964.
- Un uomo è un uomo di Bertolt Brecht, regia di Fulvio Tolusso (1972)
- Il caso Pinedus di Paolo Levi, regia di Maurizio Scaparro, trasmessa il 13 ottobre 1972.

## Prosa radiofonica Rai
- Le disdette della notte di A. e M. Machado, regia di Enzo Ferrieri, trasmessa il 5 dicembre 1952.
- Peer Gynt di Henrik Ibsen, regia di Alberto Casella, trasmessa il 2 febbraio 1954.
- Come una grande famiglia di Luciano Bianciardi ed Enrico Vaime, regia di Filippo Crivelli, trasmessa il 18 gennaio 1966.

## Doppiaggio
- George Takei in Star Trek (1ª voce)
- Ralph Bellamy in Disorderlies
- George Coe in Volo KAL 007 - Alla ricerca della verità
- Michel Duchaussoy in Tarendol
- Joseph Sirola in Wolf
- Ulrich Matschoss in Tatort